# Symmeria paniculata
Symmeria es un género monotípico de plantas pertenecientes a la familia Polygonaceae.  Su única especie: Symmeria paniculata, es originaria de América del Sur. Es una especie de tierras bajas tropicales resistente a las inundaciones, en el Amazonas, es común encontrarla en la vegetación de Igapos.

## Taxonomía
Symmeria paniculata fue descrito por  George Bentham y publicado en London Journal of Botany 4: 630. 1845.
Sinonimia
- Amalobotrya latifolia Kunth ex Meisn.
- Thurnheyssera tragopyrum Mart. ex Meisn.